# الانتداب البريطاني على العراق

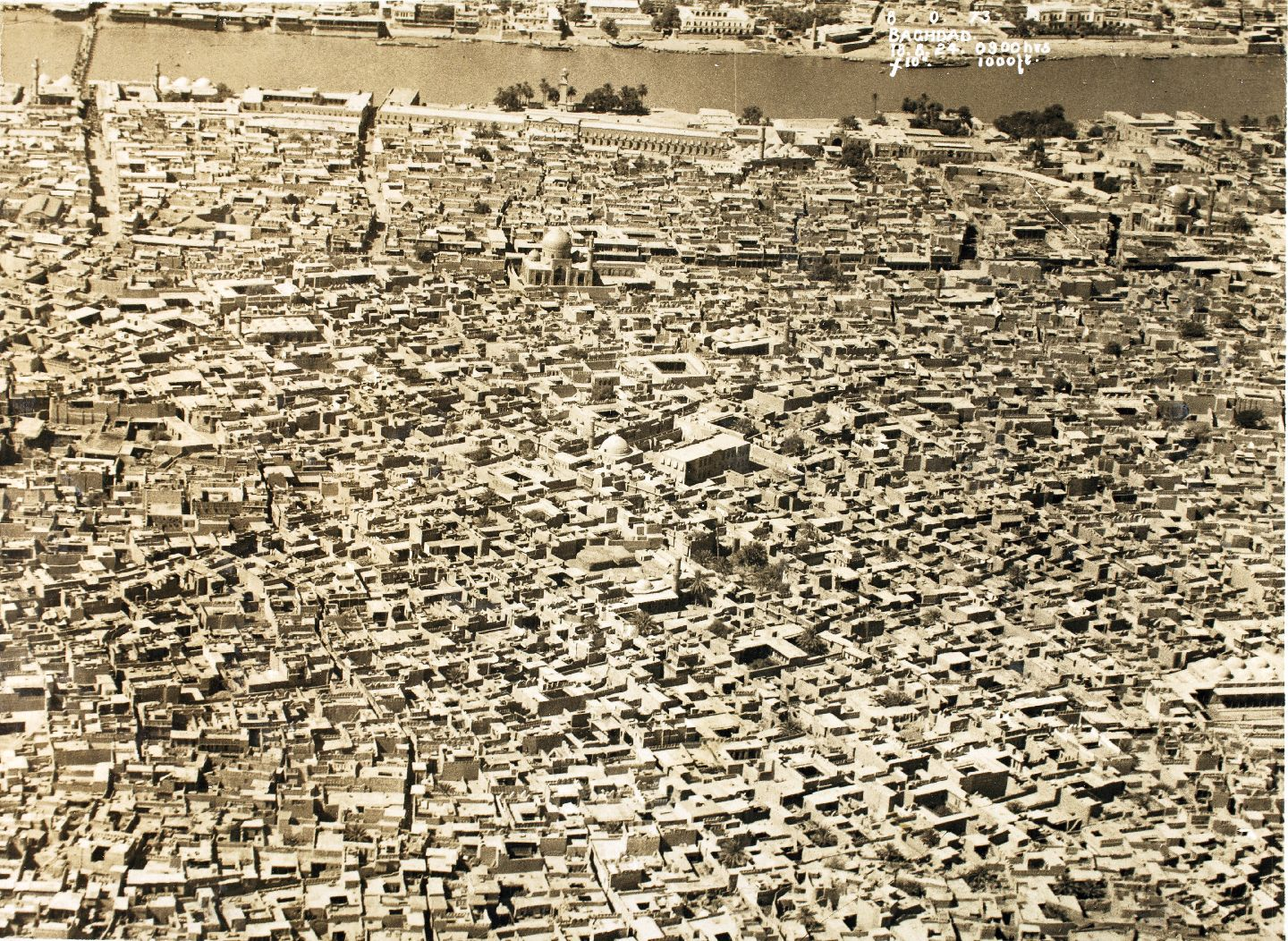
مشهد لجانب الرصافة من بغداد عام 1924

الانتداب البريطاني على بلاد ما بين النهرين أو الاحتلال البريطاني للعراق حيث قررت المملكة المتحدة إنشاء كيان جديد يجمع ثلاث ولايات هي بغداد والبصرة والموصل بعد نهاية الحرب العالمية الأولى وانتصار الحلفاء، ولقد اختارت المملكة المتحدة اسم العراق الذي كان يطلق على المنطقة الممتدة من تكريت أو حديثة الموصل أو الموصل شمالا حتى عبادان جنوباً في السابق.
قال العقيد الركن سيف الدين عبد القادر في كتابه (جغرافية العراق العسكرية) "يُطلق اسم العراق عند الجغرافيين العرب على البلاد الواقعة بين الموصل وعبادان طولاً وبين عذيب القادسية وحلوان (شرق خانقين) عرضاً، أي أنهم أطلقوا استعمال هذه اللفظة (العراق) على البلاد التي تضمنها حدودنا الحاضرة تقريباً".
أسس العراق من ثلاث ولايات وهي ولاية بغداد وولاية البصرة وولاية الموصل العثمانية السابقة. وفي عام 1926، تم التصويت في مناطق ولاية الموصل الشمالية، على البقاء ضمن العراق، فقد كان الترك لا ينقطعون عن مطالبتهم بولاية الموصل منذ عام 1918، وحتى عقد معاهدة لوزان حين اعترفت تركيا رسمياً بأن ولاية الموصل جزء من العراق ولم تعد تطالب بها رسمياً، لتشكل هذه المناطق الحدود الإقليمية للدولة العراقية الحديثة.
كانت مدينة بغداد لثلاثة قرون من أصل أربعة قرون من حكم الدولة العثمانية هي مقرا لإدارة ولايات بغداد والموصل والبصرة. وهكذا صارت بغداد عاصمة الدولة العراقية الجديدة ومركز إدارة الاستعمار البريطاني في البلاد، وقد قامت القوات المسلحة البريطانية بقمع الثورات العربية والكردية ضد الاحتلال. ومن أبرز هذه الثورات: ثورة العشرين وثورة دير الزور في سوريا التي امتدت حتى الموصل وتكريت ولواء الدليم وثورة الشيخ محمود الحفيد في المناطق الكردية.
في آذار 1921 عقد مؤتمر القاهرة الذي ترأسه تشرتشل لتأمين استقرار منطقة الشرق الأوسط. وسمي فيصل ملكاً على العراق مع توصية بإجراء استفتاء لتأكيد التنصيب. ولقد كان السير بيرسي كوكس والمعين حديثا كمندوب سامي في العراق، مسؤولا عن تنفيذ الاستفتاء. وكانت الحكومة الانتقالية المشكلة من قبل بيرسي كوكس قبيل مؤتمر القاهرة قد مررت قراراً في 11 تموز 1921 تعلن فيه تتويج فيصل ملكاً على العراق على أن تكون حكومته دستورية ممثلة لكل أبناء الشعب وتنهج حسب نهج الديمقراطية. ولقد أقر الاستفتاء هذا الإعلان، وتوج فيصل رسمياً ملكاً في 23 آب 1921.
ثم قامت الجمعية العامة بإقرار مسودة الدستور المعد من قبل اللجنة الدستورية. وحاولت اللجنة منح الملك سلطة مطلقة. واستغرقت مناقشة مسودة الدستور من قبل الجمعية العامة شهراً وبعد تعديلات طفيفة، تم إقراره في تموز 1924. حيث تم العمل بالقانون العضوي (كما كان يسمى الدستور) بعد توقيعه مباشرة من قبل الملك في 21 آذار 1925. ولقد أقر الدستور الملكية الدستورية وحكومة برلمانية ومجلسين تشريعيين. وكان المجلسان يتألفان من مجلس نيابي منتخب ومجلس أعيان معينين. كان أعضاء المجلس النيابي ينتخبون كل أربع سنوات في انتخابات حرة. اجتمع أول برلمان في عام 1925. ولقد اجريت عشر انتخابات عامة قبل سقوط الملكية في عام 1958. إن تشكيل أكثر من 50 حكومة خلال تلك الفترة يعكس عدم استقرار النظام.
في آذار سنة 1922 ذكر جعفر العسكري أنه قد حصل اتفاق بين الملك فيصل الأول والمندوب السامي على أن تكون الحكومة البريطانية مسؤولة عن الدفاع عن جانب دجلة الأيسر وعن العمارة والبصرة، أما الحكومة العراقية فتكون مسؤولة عن الدفاع عن جانب دجلة الأيمن وعن جانبي الفرات الأيمن والأيسر والمنتفك إلى تلعفر شمالاً بشرط أن تؤازرها قوة الطيران الإنكليزية.
وعقدت معاهدات متوالية بين العراق والمملكة المتحدة عامي 1926 و1927، وفي عام 1929 أعلمت المملكة المتحدة العراق أنها سوف تمنحه الاستقلال عام 1932. وقعت المعاهدة الجديدة في 30 حزيران 1930. ولقد أقرت المعاهدة تأسيس تحالف قوي بين العراق والمملكة المتحدة مع إقرار «التشاور التام والصريح بين الطرفين في جميع الأمور التي تخص السياسة الخارجية والتي قد تؤثر على مصالحهما المشتركة». للعراق إدارة النظام والأمن الداخلي ويدافع عن نفسه تجاه الاعتداءات الأجنبية، بإسناد المملكة المتحدة. ويجب التشاور مع المملكة المتحدة حول أي خلاف يحصل بين العراق ودولة ثالثة يشتمل على خطر الحرب بينهما، على أمل إيجاد تسوية استناداً إلى ميثاق عصبة الأمم. في حالة وجود تهديد وشيك بالحرب، فيتخذ الطرفان وضعاً دفاعياً مشتركاً. وأقر العراق بأن حماية وإدامة طرق المواصلات الأساسية البريطانية تصب في مصلحة الطرفين. ولذا فقد منحت المملكة المتحدة مواقع لقواعد عسكرية جوية لقطعاتها قرب البصرة وفي الحبانية قرب الفرات، ولكن تلك القوات «لن تشكل بأي حال من الأحوال قوة احتلال، ولن تشكل أي خرق للحقوق السيادية للعراق». وان مدة صلاحية هذه المعاهدة هي خمسة وعشرون سنة، وتكون نافذة حال دخول العراق إلى عصبة الأمم. في 3 تشرين الأول 1932 قبل العراق في عصبة الأمم كدولة مستقلة.

## قبل الانتداب
بعد اندلاع الحرب العالمية الأولى عام 1914 ودخول الدولة العثمانية في تحالف إلى جانب ألمانيا ضد دول الحلفاء بزعامة بريطانيا وفرنسا وروسيا القيصرية، أدى ذلك إلى قطع خطوط المواصلات الإستراتيجية لبريطانيا مع مستعمراتها مما أدى بالتالي إلى انقطاع شريان الإمدادات الحيوي للحرب والحياة العامة البريطانية بسبب اعتمادها الكلي في مواردها وموادها الأولية وتمويل قطعاتها علاوة على منافذ التجارة التي تعد عماد الاقتصاد البريطاني، الأمر الذي أدى ببريطانيا إلى اعتماد خطة سريعة الهدف منها احتلال العراق من بين عدد من الأهداف، في الوقت الذي كان الجهد العسكري في المواجهات مع ألمانيا وحلفائها منصبا على الجبهات الرئيسية في قلب أوروبا. وبعد تمكن القطعات البريطانية التابعة لحكومة الهند الشرقية البريطانية من احتلال العراق بصعوبة بسبب الهجمات العثمانية المضادة مع المتطوعين فيما سمي بالجهادية، لولا انهيار الجبهات الألمانية في قلب أوروبا واضطرار العثمانيين لفتح جبهات متعددة منها الشرقية مع روسيا والغربية في البلقان والعربية في الشام والعراق والحجاز واليمن، ثم انسحاب الحليف الروسي من الحرب. وبعد اتمام احتلال العراق وضع تحت انتداب عصبة الأمم وتحت الإدارة البريطانية وذلك عام 1918.

## انتداب عصبة الأمم للعراق تحت الإدارة البريطانية

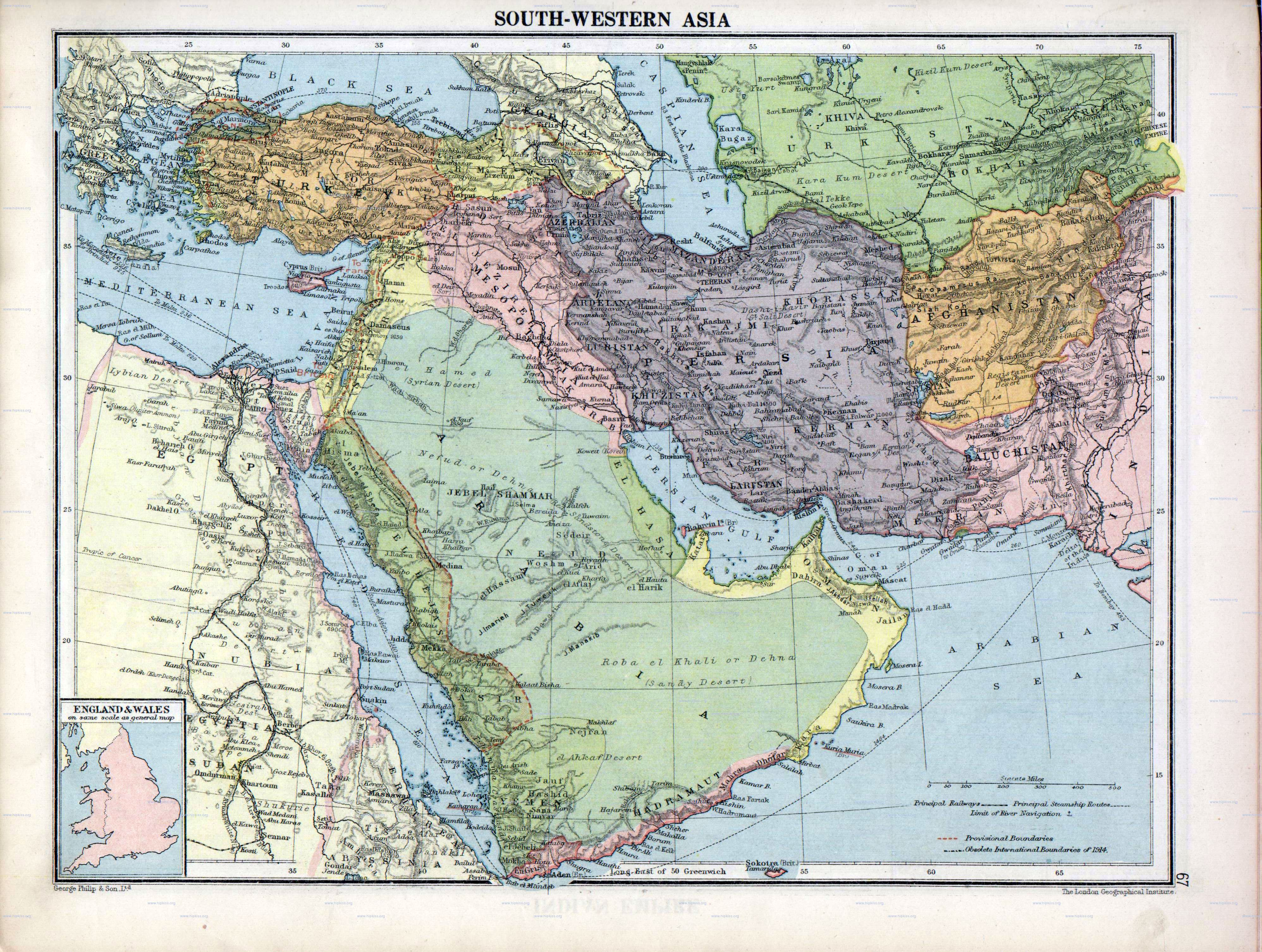
بلاد ما بين النهرين عام 1920 (وردي)

بعد بسط النفوذ البريطاني على مجمل الأراضي العراقية جراء الاحتلال البريطاني للعراق الذي بلغ عددهم 400 ألف جندي في العراق بين سنتي 1915 و1918، عزمت بريطانيا إلى تاسيس بعض الدوائر والمؤسسات المدنية في العراق.
بعد انتهاء الأعمال الحربية ناقشت عصبة الأمم موضوع انتدابها للعراق حيث قررت ان يكون منتدبا من قبل عصبة الأمم وان تديرة مباشرة المملكة المتحدة وليست حكومة الهند الشرقية، إلا أن بريطانيا اوكلت لقادتها الميدانيين من جيش حكومة الهند البريطانية بتشكيل الإدارة المدنية تحت الإدارة الظاهرية للمملكة المتحدة.
شكلت القوات البريطانية ما سمي بالإدارة المدنية البريطانية في العراق ترأسها السير بيرسي كوكس حتى مايو/ ايار عام 1918 فتبعه السير ارنولد ولسون، الذي الغى العديد من المؤسسات الإدارية العثمانية وأنشأ محلها مؤسسات عسكرية خصصت لإدارة الشؤون المدنية ووضع على رأسها ضباطا من رتب عالية لادارتها بشكل إداري صارم. وهذا ما يعزى لاحقا تشبث العراقيين ولفترة طويلة بشغفهم بمنح العسكريين المناصب المدنية في النظامين الملكي والجمهوري.
ففي المرحلة الأولى للحملة عند سيطرتها على جنوب العراق جلبت الإدارة المدنية عددا كبيرا من الكتبة والإداريين وأرباب الأعمال الصغيرة من الهنود إضافة إلى الاعداد الغفيرة للجنود في جيش الليفي. حيث مارست الحكومة المؤقتة البريطانية – الهندية سياسة التهنيد من خلال فرض القانون الهندي لحين صياغة الدستور العراقي عام 1925، بغية إلحاق العراق وضمه بالتاج البريطاني. وبعد خسارة بريطانيا حربها في العراق على اعقاب ثورة العشرين واجه العراقيون العرب في الوسط والجنوب ضراوة الاحتلال البريطاني وإجراءات الإدارة البريطانية الأخرى بأعمال تمرد وعصيان مسلح وأعمال سياسية منظمة قادتها الجمعيات والمنتديات السرية منها القديمة التي تاسست في فترة الحكم العثماني والجديدة التي تأسست مع الاحتلال البريطاني. فيذكر عبد الوهاب النعيمي عضو جمعية العهد في كتابه مراسلات تاسيس العراق 1920 – 1922 بان ياسين الهاشمي رئيس جمعية العهد كان قلقا حيال نوايا الإدارة المدنية البريطانية بضم العراق للتاج البريطاني، وكان يشاطره الرأي كل من نوري السعيد وجعفر العسكري وعبد المحسن السعدون ورشيد عالي الكيلاني وبكر صدقي، وجميعهم اما من أعضاء الجمعيات السرية أو من ارفع الضباط رتبا في الجيش العثماني ولاحقا في الجيش العربي الذين حاربوا مع الشريف حسين وهم الآن يعدون من النخب السياسية التي ستسهم لاحقا في تأسيس المملكة العراقية.
عملت تلك القوى السياسية إضافة إلى شيوخ العشائر الذين تاجج لديهم الحس الوطني بضرورة التحرك الجماعي والانتفاض على الحكم البريطاني فتاججت ثورة العشرين التي طالبت بضرورة استقلال العراق في مملكة ذات سيادة حيث تعالت الاصوات للمناداة بالامير فيصل الأول الذي كان ملكا على سوريا وما لبث الفرنسيون ان اسقطو حكمه فعمل على مقارعتهم من خارج سوريا. نادى احرار العراق بالامير فيصل اخلاصا لذكرى الشريف حسين صاحب ثورة العرب واستقلالهم حيث نادى هؤلاء بفيصل كونه الملك على سوريا وتنفيذا لمشروع وحدة ولايات العراق والشام.
دونت جيرترود بيل المستشارة البريطانية في الإدارة المدنية البريطانية في العراق، بانه لابد من اسكات القوى الوطنية من قوى سياسية وعسكرية وعشائرية والتي تقود الراي العام العراقي التواق للتحرر والمناهض للهيمنة البريطانية، وذلك من خلال إعطاء العراق شكل من اشكال الحكم الذاتي المرتبط بالإمبراطورية البريطانية. وهي خطوة ضرورية وحسب راي المس بيل للحؤول دون تطور النزعة القومية المكبوتة والمتعاظمة لدى العراقيين والشاميين. وهذا ما تم بعد ثورة العشرين حيث لجأ البريطانيون إلى سياسة ارضاء الثوار من خلال التشاور معهم وتنفيذ بعض مطاليبهم منها إلغاء الإدارة المدنية وإنشاء وزارة مؤقتة تشرف على إنشاء مجلس تاسيسي مهمته انتخاب ملكٍ للعراق وصياغة الدستور والشروع بإنشاء بعض المؤسسات الهامة.